# Иван Булајић
Иван Булајић (Београд, 14. јун 1980) је српски економиста и менаџер. Има више од двадесет година искуства у банкарству, инвестиционом саветовању, управљању тимовима и раду у државној управи. Радио је у Србији, Италији и другим земљама Централне и Источне Европе. Од јуна 2022. до јуна 2025. године је као нестраначки експерт обављао функцију в.д. генералног директора компаније Србијавоз, националног оператера путничког железничког саобраћаја. Заговарао је модернизацију железничког система и очување железничке културне баштине у Србији.

## Образовање
- INSEAD, Фонтенбло, Француска – програм извршног лидерства (2010)
- SDA Bocconi, Милано, Италија – мастер студије из корпоративних финансија (2004–2005)
- Aston University, Бирмингем, Велика Британија – пословна администрација и менаџмент јавног сектора (1998–2000)
- Frederick Institute of Technology, Лимасол, Кипар – пословна администрација (1996–1998)

## Каријера

### Banca Intesa SpA (2005–2007)
Каријеру је започео у седишту банке Banca Intesa SpA у Милану, као консултант у тиму за развој тржишта Централне и Источне Европе. Радио је на пројектима у Русији, Украјини, Словачкој, Румунији и Србији, у областима банкарских интеграција, аквизиција и развоја финансијских производа.

### Societe Generale Банка Србија (2007–2019)
По повратку у Србију, запослио се у банци Societe Generale Србија, где је радио дванаест година. Започео је као консултант у инвестиционом банкарству, а касније је обављао више руководећих функција, укључујући позицију извршног директора дирекције за операције. Руководио је сектором са преко 200 запослених, као и великом мрежом експозитура и кредитним портфељом.

### Приватни сектор (2019–2021)
У периоду од 2019. до 2021. године био је члан управног одбора и скупштине акционара у фабрици Sanders SH у Темерину. У том периоду започео је и приватни бизнис у области спорта.

## Јавна управа

### Саветник министра (2021–2022)
У априлу 2021. именован је за саветника министра у Министарству грађевинарства, саобраћаја и инфраструктуре. Био је задужен за железнички сектор, са фокусом на стратешко планирање, финансирање пројеката и сарадњу са међународним финансијским институцијама. Учествовао је у иницијативама реформе железничког школства, ребрендирању компаније Србијавоз и увођењу брзог воза „Соко“.

### Србијавоз (2022 – 2025)
У јуну 2022. године именован је за в.д. генералног директора Србијавоза. У том периоду компанија је потписала уговор о кредиту са ЕБРД у вредности од 25 милиона евра, као и спровела набавку нових возова произвођача Stadler и CRRC. За време његовог мандата унапређена је мобилна апликација, повећана дигитална продаја карата и број превезених путника је порастао са 2,6 милиона у 2021. години на 8 милиона у 2024. години. Радио је на очувању железничке баштине, укључујући воз Романтика, музејско-туристичку пругу Шарганска осмица и Плави воз.

## Контроверзе
У марту 2025. године, пред најављене студентске протесте, на друштвеним мрежама су се појавиле оптужбе да је, као директор Србијавоза, наложио обуставу међуградског железничког саобраћаја. Компанија је у саопштењу навела да је обустава извршена због дојава о експлозивним направама, у сарадњи са полицијом, и у складу са безбедносним протоколима. Указано је и на недостатке у тадашњем систему реаговања, који су у међувремену отклоњени кроз доношење нових правилника и унапређење комуникације са безбедносним службама. Како је наведено у саопштењу, суштина реакције била је да се "сачува поверење јавности, предупреди ширење дезинформација и заштити институционални интегритет железничког система".

## Лични живот
Живи у Београду и отац је троје деце. Члан је организације MENSA Србије, и поседује лиценцу портфолио менаџера издату од стране Комисије за хартије од вредности Србије. Говори енглески и италијански језик. У слободно време бави се мотоциклизмом, свирањем гитаре и практичним стрељаштвом.

## Видљивост у јавности
Као представник Србијавоза у медијима је говорио на тему модернизације јавног превоза. Учествовао је у кампањама као што је „Воз се вратио у моду“ у оквиру Perwoll Fashion Week-a 2023. године, која је имала за циљ популаризацију путовања возом.